# San Ildefonso (Bulacan)
San Ildefonso ist eine philippinische Stadtgemeinde in der Provinz Bulacan, in der Verwaltungsregion III, Central Luzon. Nach dem Zensus von 2015 hatte San Ildefonso 104.471 Einwohner, die in 36 Barangays lebten. Sie wird als Gemeinde der ersten Einkommensklasse auf den Philippinen und als teilweise urbanisiert eingestuft. 
San Ildefonsos Nachbargemeinden sind Candaba im Westen, San Miguel im Norden, San Rafael im Süden und Doña Remedios Trinidad im Osten. Die Topographie der Stadt ist gekennzeichnet durch Flachländer. Der westliche Teil der Gemeinde liegt in einer Senke, in der sich die Candaba-Flussmarschen ausbreiten. Ein weltweit unter Ornithologen bekanntes Gebiet. Teile des Biak-na-Bato National Park liegen auf dem Gemeindegebiet.   

## Baranggays
| - Akle - Alagao - Anyatam - Bagong Barrio - Basuit - Bubulong Munti - Bubulong Malaki - Buhol na Mangga - Bulusukan - Calasag - Calawitan - Casalat - Gabihan - Garlang - Lapnit - Maasim - Makapilapil - Malipampang | - Mataas na Parang - Matimbubong - Nabaong Garlang - Palapala - Pasong Bangkal - Pinaod - Poblacion - Pulong Tamo - San Juan - Santa Catalina Bata - Santa Catalina Matanda - Sapang Dayap - Sapang Putik - Sapang Putol - Sumandig - Telapatio - Upig - Umpucan |

## Weblink
- Informationen der Philippine Statistics Authority über San Ildefonso